# Khalid al-Qasimi
Scheich Khalid al-Qasimi (arabisch خالد القاسمي, DMG Ḫālid al-Qāsimī; * 18. Februar 1972) ist ein Rallyefahrer aus Abu Dhabi.

## Karriere
Al-Qasimis eigentliche Karriere startete 2002, als er an verschiedenen lokalen Rallyeveranstaltungen in Abu Dhabi teilnahm. 2004 gewann er die FIA Middle East Rally Championship und startete erstmals auch in der PWRC, die im Rahmen der Rallye-Weltmeisterschaft stattfand. Im Laufe der Saison 2007 bekam er dann die Möglichkeit in der WRC zu starten und fuhr für das BP-Ford World Rallye Team. 2009 gewann er die ersten Weltmeisterschaftspunkte, seine bisher beste Platzierung erreichte er bei der Rallye Griechenland, wo er Gesamtsechster wurde. Im Jahr 2011 startet al-Qasimi mit einem Ford Fiesta RS WRC für das Team Abu Dhabi in der Rallye-WM. Bei der Rallye Australien 2011 verbesserte er mit dem fünften Gesamtrang sein bisher bestes Ergebnis.
2022 fuhr er bei der Rally Dakar einen Peugeot für das Kundenteam PH Sport. Bei der Etappe 1 hatten sich die Gänge 2, 3 und 6 verabschiedet, weshalb er und sein Beifahrer Dirk von Zitzewitz erst spät zur Basis zurückkamen.